# Castello di Brough
Il castello di Brough (Brough Castle) è stato un castello medievale, ora in rovina, che si trova presso Brough, una località della regione inglese della Cumbria. Oggi le rovine del castello sono gestite dall'English Heritage e sono composte da mura che comprendono i resti di una torre e dell'antico dongione.

## Epoca romana
Il luogo dove sorge il castello era in epoca romana un forte chiamato Verterae o Verteris, costruito dai romani per difendere i territori coloniali dal popolo celtico dei Briganti e per controllare la strada che portava a Carlisle.

## La prima costruzione

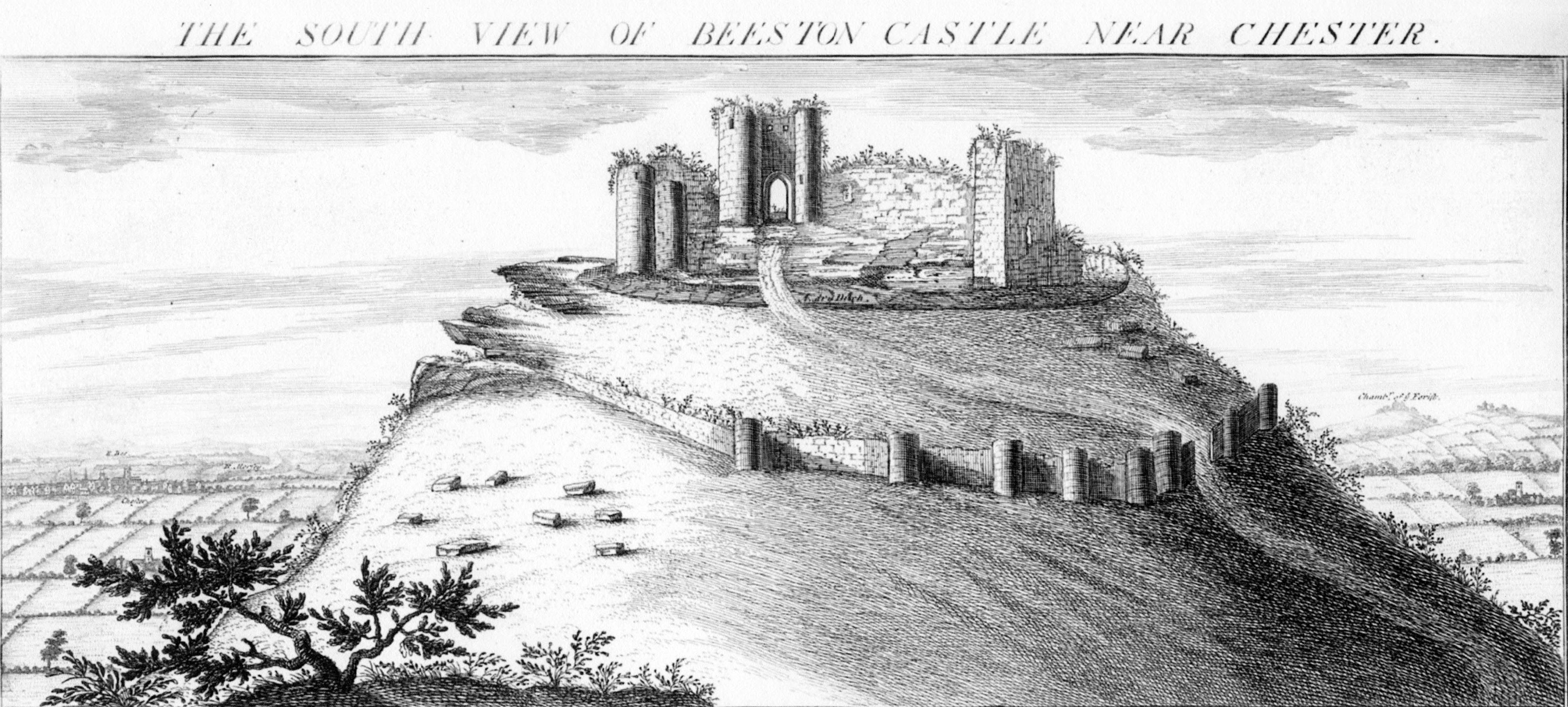
Incisione dei Buck Brothers raffigurante il castello nel Settecento.

Il castello venne edificato la prima volta da re Guglielmo II d'Inghilterra intorno al 1092 come un motte e bailey, struttura molto diffusa nell'Inghilterra normanna, che si presentava come un forte di difesa. Brough Castle venne assalito la prima volta nel 1174 da milizie armate scozzesi guidate da re Guglielmo il Leone, nell'ambito della rivolta del 1173-1174. L'edificio subì gravi danni; il dongione infatti fu fatto ricostruire interamente nel 1180 da Theobald de Valoignes.
Nel 1223 infine Giovanni Senza Terra concesse il castello a Robert of Vieuxpont affinché proseguisse i lavori di difesa.

## Il periodo Clifford e il declino

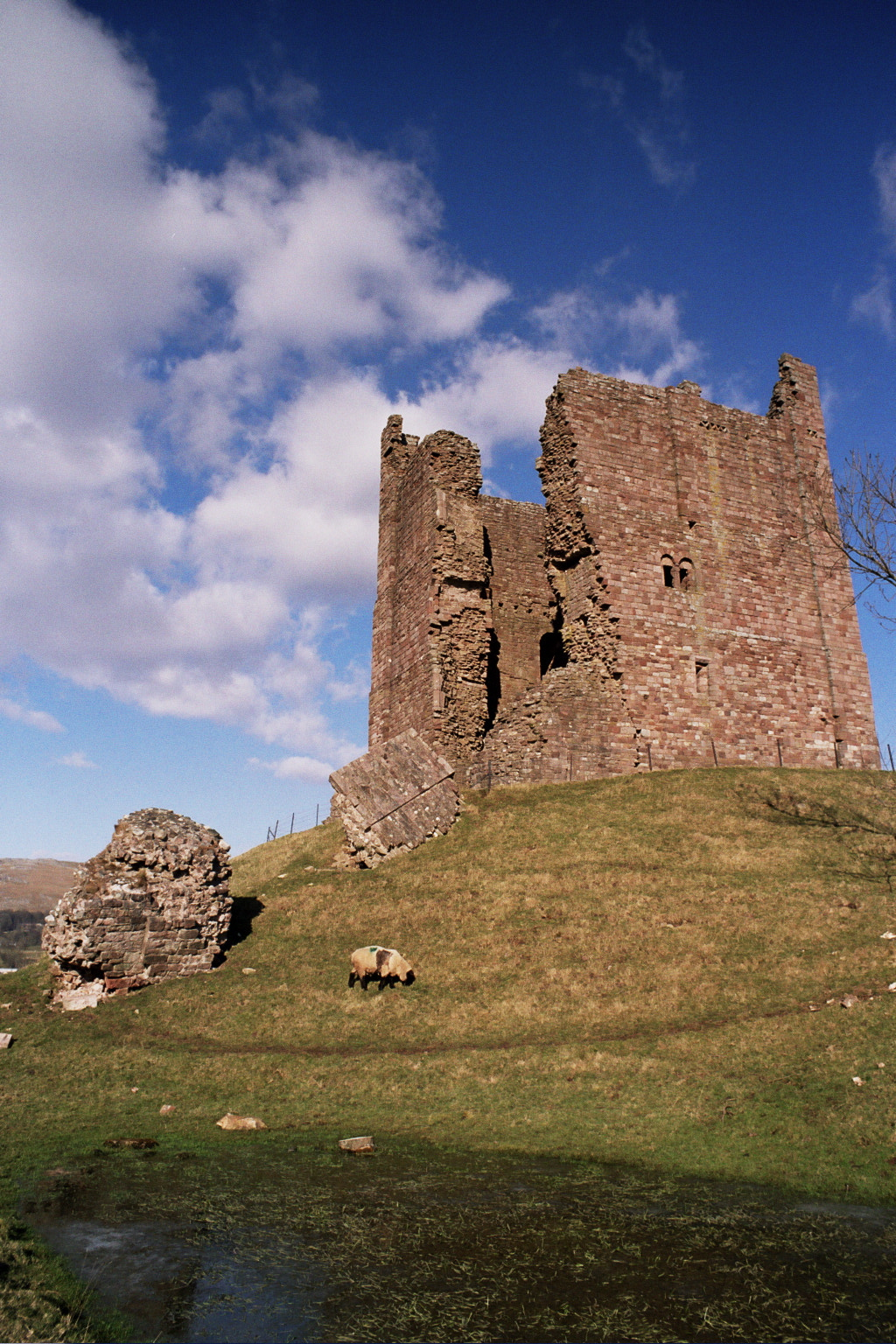
Le rovine del castello di Brough oggi

Nel 1268 la proprietà del maniero passò alla famiglia Clifford, dei baroni Clifford, che controllavano anche il non lontano castello di Brougham. Robert Clifford diede i contributi maggiori alla costruzione del castello: ne rinforzò infatti le difese e costruì una torre circolare, nota come Clifford's Tower, attorno al 1300. Attorno al 1350 il successore di Robert, Roger, si dedicò alla costruzione di sale interne. La famiglia Clifford visse nel castello sino al giorno di Natale del 1521, quando le fiamme di un incendio lo distrussero.
Nel 1659 Lady Anne Clifford decise di ristrutturare il castello; i lavori iniziarono ma nel 1676, alla morte di Lady Clifford, il maniero smise di essere abitato. La proprietà del castello passò infatti ai conti di Thanet, che scelsero come dimora ufficiale il Castello di Appleby. Nel 1739 i Buck Brothers raffigurarono il castello come si presentava allora. Il Ministry of Works salvò il castello da una situazione di totale disfacimento nel 1920.